# Clean Air Classic 1971
Il Clean Air Classic 1971 è stato un torneo di tennis giocato su campi indoor. È stata la 1ª edizione del torneo, che fa parte del Pepsi-Cola Grand Prix 1971. Si è giocato a New York negli Stati Uniti, dall'8 al 14 febbraio 1971.

## Campioni

### Singolare
Željko Franulović ha battuto in finale  Clark Graebner con il punteggio di 6–2, 5–7, 6–4, 7–5

### Doppio
Juan Gisbert /  Manuel Orantes hanno battuto in finale  Jimmy Connors /  Haroon Rahim con il punteggio di 7–6, 6–2